# 深瀬隆兼
深瀬 隆兼（ふかせ たかかね）は、戦国時代の武将。宍戸氏の家臣。安芸国祝屋城主。

## 生涯
宍戸元家の子として誕生。当初は大内義隆より偏諱を受け宍戸隆兼と名乗っていた。永正元年（1504年）、父・元家が隠居し祝屋城に移り住むと従い、地名を取って深瀬の姓を名乗り、祝屋城主となった。弟・家俊（後の司箭院興仙）を養子としたが、家俊は山伏のように修験道の修行に明け暮れ、出奔の後に細川政元に仕えた。
天文9年（1540年）6月、出雲国の戦国大名・尼子氏を見限って、周防国の戦国大名・大内氏に寝返った毛利元就を討つべく、尼子氏当主・尼子詮久（後の尼子晴久）の命で新宮党の尼子久幸、尼子国久、尼子誠久らが大軍を率いて備後路を南下、祝屋城に迫った。隆兼は城の眼前の犬飼平や可愛河岸の石見堂の渡しを中心に防衛線を張り、尼子軍を食い止めた。予想外の抵抗に手を焼いた尼子軍は、この方面からの侵攻を諦め撤退した。
家督は嫡男・家兼が継いだ。